# Just-so story
Just-so storyとは、科学や哲学の分野における検証不能な物語的説明をさす言葉である。文化的実践、生物学的特性、ならびにヒトまたは他の動物の行動などに対するそのような説明に対して使われる。それが本質的には架空であり証明できないことを示唆する暗黙の批判であり、蔑称的な含みのある表現である。こういった、何かを説明するための架空の物語は民間伝承や神話（病因に関する場合エティオロジーと呼ばれる）においては一般的である。
この呼び方はラドヤード・キップリングの『なぜなぜ物語 (原題: Just So Stories)』（1902年）を元にしている。この作品は、ヒョウの斑点の起源など動物の特徴を説明するふりをしてわざと空想的に書かれた子供向けの架空の物語を含む。ある特性を適応の結果だとする進化論的説明を批判するために、特に進化論・創造論論争や、社会生物学、進化心理学の研究手法に関する議論において使用されてきた。
しかし、このフレーズの現代的で蔑称的な意味での最初の広く知られた用例は、著名な古生物学者でポピュラーサイエンスライターでもあるスティーブン・ジェイ・グールドによる1978年のものである。グールドは進化心理学が、原理上の話としてさえ、人間の行動について客観的な説明を提供できるかどうかについて深い懐疑論を表明した。さらに、それが可能であったとしても、グールドはそれが科学的に適切な方法で証明できるとは考えていなかった。 その後の数年間で、グールドの結論の多くは、チャールズ・マレー、スティーブン・ピンカー、スティーブ・スチュワート・ウィリアムズなどによって異議を唱えられてきた。

## 進化心理学からの批判
デビッド・バラッシュは、進化的適応の提起に向けられるJust-so storyという言葉は単に仮説の蔑称であるとする。仮説は定義上さらなる経験的評価を必要とするものであるが、通常の科学の一部である。同様に、ロバート・カーズバンは、「目標は、科学から物語を追放することではなく、むしろ良い説明となる物語を特定することであるべきだ」と提案した。ジョン・アルコックはその著書『社会生物学の勝利』の中で、進化適応論に向けられる Just-so story という用語は、「これまでに発明された中で最も成功した蔑称の1つ」であるとした。グールドの批判に応えて、ジョン・トゥービーとレダ・コスミデスは、進化心理学者は既知の事実にのみ興味があると主張する「Just-so」の告発は根拠がないと主張し、実際には、進化心理学は未知の研究手段を追求する手段として既知の事実から予測されるものに興味があるのだとした。すなわち、進化心理学には予測的有用性があり、それはJust-so storyだけで構成されているわけではないとする。 スティーブ・スチュワート・ウィリアムズは、すべての科学的仮説はテストされる前のJust-so storyであり、他の分野で同様の告発が行われることはめったないと主張している。スチュワート・ウィリアムズはまた、進化論的説明はほとんど何にでも作り出すことができるという考えに同意しているが、社会文化論的な説明などの競合するアプローチについても同じことが言え、有用な批判ではない主張している。2001年のインタビューで、レダ・コスミデスは次のように主張した。
既知の事実を説明することには何の問題もない。星が輝いたりリンゴが地球に向かって落下したりする理由を説明する物理学者を責める人はいない。しかし、進化心理学は、もし事実に基づいた説明しかできないとすれば役に立たない。なぜなら、心に関しては殆ど何も知られていないため、現時点では殆ど何も説明できなくなってしまうからだ。進化論的アプローチの強みは、発見を助けられることである。それにより、精神に含まれるであろうプログラムについての予測が立てられるため、実験を行ってそれらが実際に存在するかどうかを確認できる。

すでに知られている現象の進化論的説明についてはどうだろうか？進化生物学の専門知識を持っている人は、どんな形質に対しても事実に基づいた説明を作り上げることは不可能であることを知っている。進化論の説明には重要な制約が存在するのである。さらに重要なことに、すべてのまともな進化論的説明からは、形質の設計についてテスト可能な予測ができる。たとえば、妊娠中の病気は出生前ホルモンの副産物であるという仮説は、胎児が胚発生の時点で食物中の病原体や植物毒素から（もっと脆弱な妊娠初期の）胎児を保護するために進化した適応であるという仮説とは異なる食物嫌悪のパターンを予測する。新しく形質を発見するために生成されたものであれ、すでに知られている形質を説明するためのものであれ、進化論的仮説は、その形質の設計に関する予測をもたらす。代わりに、適応機能についての仮説を立てないとすれば、そういった予測がまったくできない。さて、どちらがより制約された地味な科学的アプローチだろうか？
アルシャワフらは多くの進化心理学の仮説は「トップダウン」アプローチで形成されていると主張する。理論を使用して仮説を生成し、この仮説から予測を行うのである。この方法では、理論に基づいて仮説と予測がアプリオリに立てられるため、物語的な説明を行うことは非常に困難である。反対に、まず観察が行われ、観察を説明するための仮説が立てられるような「ボトムアップ」アプローチは、仮説から新しい予測が立てられないような場合、物語的説明の形となっている可能性がある。新たな検証可能な予測が仮説から生み出されるのであれば、その仮説がJust-so storyであると主張することはできない。 アルシャワフらは、他の進化科学と同様に進化心理学が部分的には歴史研究であることがJust-so story呼ばわりに繋がっているのだと主張する。したがって、もし進化心理学が根拠のない物語なのだとすれば、天体物理学、地質学、宇宙論などの他の歴史研究的要素を含むな科学分野も同じだろうと主張する。歴史研究的なものを含めて科学という分野を成り立たせているのは、現在に対してテスト可能な新しい予測を行う能力である。進化心理学者は、仮説をテストするために時間を遡る必要はなく、現在の世界で観測されるであろう現象についての予測をもたらす。
リサ・デブリュインは、進化心理学は検証可能な新たな予測を生み出すことができると主張している。デブリュインは進化ナビゲーション理論の例を挙げている。この理論をもとに、人々は水平距離に比べて垂直距離を過大評価する、そして垂直距離について下からの距離よりも上からの距離について過大評価するという仮説が立てられた。これは、高い地点から落下することには怪我または死亡の危険性があるため、人々がより慎重になるためである。この理論的予測はやがて確認された。進化ナビゲーション理論がそれらを検証するまでこの事実は不明だったため、進化心理学がこれまで知られていなかった事実の予測を生み出せることを示している。
ベリーらは、適応主義者の「Just so story」を批判する立場は頻繁に「Just not so story」を作り出しており、適応主義的でない代案を無批判に受け入れていると主張する。さらに、グールドは「適応機能」という用語の使用に際して形質が進化した元の適応機能を参照しなければならないとしているが、これは過度に制限的で無意味な要件であると主張している。なぜなら、ある適応が別の新しい適応機能に使用されたとすると、この新しい機能が生物を助けることでそれが集団に残り、新たな適応になるからである。新しい目的のために採用され、それを持っている個体の繁殖成功率を高め（何らかの理由でそれを失った可能性がある個体とは対照的に）、種内で維持される以上、形質の本来の目的は無関係である。自然は、形質の本来の「意図された」機能を知らないのである。
デイビッド・バスによればグールドの「Just-so story」批判は進化心理学の適応主義者の仮説が説明するデータは他の仮説によって等しく説明できるとするものであるが、グールドはこれらの対立仮説に関連する証拠を提示することができなかった。